# ただいまのうた
『ただいまのうた』は、ふじもとゆうきによる日本の漫画作品。単行本は花とゆめコミックス（白泉社）から全7巻。

## 概要
両親を亡くした花寺家の5人兄弟の日常を、長女（であり、5兄弟の中では唯一の女の子）・向日葵（ひまわり）を中心に描いたホームドラマ。
なお、第1話は向日葵の小学生時代の日常と、花寺家の両親がこの世を去った日のことが描かれている。2話からは時が流れ、向日葵の学生生活と日常の物語となっている。
白泉社の漫画雑誌『花とゆめ』にて2009年9号から11号、および同年19号・20号に掲載された。『花とゆめ』2009年20号で『ザ花とゆめ』への掲載誌移動が発表され、『ザ花とゆめ』2010年2/1号から連載を再開した。その後、『花とゆめ』にも「特別編」という形で読切が掲載された。『ザ花とゆめ』2014年9/1号で最終回を迎えた。

## 書誌情報
- ふじもとゆうき『ただいまのうた』白泉社〈花とゆめコミックス〉 全7巻

1. 2009年12月18日発売、ISBN 978-4-592-19071-4
2. 2010年8月19日発売、ISBN 978-4-592-19072-1
3. 2011年4月19日発売、ISBN 978-4-592-19073-8
4. 2012年3月19日発売、ISBN 978-4-592-19074-5
5. 2012年11月20日発売、ISBN 978-4-592-19075-2
6. 2013年10月18日発売、ISBN 978-4-592-19076-9
7. 2014年10月20日発売、ISBN 978-4-592-19077-6